# The Brothers Sun
The Brothers Sun ist eine US-amerikanische Fernsehserie, die von Brad Falchuk und Byron Wu geschaffen wurde. Die Serie wurde am 4. Januar 2024 weltweit auf Netflix veröffentlicht.

## Handlung
Bruce Sun lebt in Los Angeles und führt ein normales Leben mit den typischen Alltagsproblemen und -sorgen eines jeden Menschen, das aber auch seine schönen Seiten hat. Sein Leben wird jedoch auf den Kopf gestellt, als sein älterer Bruder Charles unerwartet wieder in sein Leben tritt. Bruce hat keine Erinnerungen an seine frühe Kindheit in Taipeh, und seine Mutter Eileen ließ ihn stets im Unklaren über den wahren Hintergrund seiner Familie. Denn das plötzliche Auftauchen von Charles hat einen Grund. Seine Familie ist der Kopf der Jade-Drachen, einer einflussreichen taiwanesischen Triade, deren Anführer der Vater der beiden Brüder ist. Doch als sein Vater, auch bekannt als Big Sun, von einem mysteriösen Attentäter angeschossen wird und scheinbar im Koma liegt, sieht sich Charles, selbst ein berüchtigtes und kaltblütiges Mitglied der Triade, gezwungen, von Taiwan in die USA zu reisen, um seine entfremdete Mutter, die sich in den Staaten ein neues und unabhängiges Leben aufgebaut hat, und seinen bis dahin völlig ahnungslosen Bruder vor ihren Feinden zu beschützen. Von diesem Zeitpunkt an erfährt Bruce nach und nach die ganze ungeschönte Wahrheit über seine Familie. Allerdings bleibt ihm nicht viel Zeit, um das alles zu verarbeiten, denn er, seine Mutter und sein Bruder geraten ins Visier verschiedener krimineller Organisationen in Taiwan und einer neuen, aufstrebenden Gruppierung, die die Macht der Triaden aus moralischen Beweggründen heraus brechen will, den „Boxern“. Innerhalb weniger Tage gerät Bruce in den eskalierenden Konflikt zwischen kriminellen Organisationen. Trotz der Versuche seiner Mutter, ihn aus den Aktivitäten des organisierten Verbrechens herauszuhalten, um ihn zu beschützen, wird Bruce in mehrere lebensgefährliche Kämpfe verwickelt. Für die Anschläge auf Bruce‘ Familie wird eine konkurrierende Taipeh-Triade unter der Führung von Sleepy Cheng verantwortlich gemacht. Um den Krieg zwischen beiden Gangs zu schlichten, wird ein Treffen zwischen Sleepy Cheng, seinem Sohn Drowsley Lee sowie Charles verabredet, außerdem erscheinen mehrere subalterne Mitglieder beider Organisationen. Während des Treffens teilt Sleepy Bruce mit, dass seine Triade den Anschlag auf Big Sun, den Vater von Bruce und Charles, nicht ausgeführt hat. Bevor er erklären kann, wer auf Big Sun geschossen hat, wird er selbst von Attentätern ermordet, den wahren Drahtziehern des Anschlags auf Big Sun. Bei der darauf folgenden Prügelei zwischen Boxern und Triaden-Mitgliedern werden die Kämpfer der Boxer getötet, jedoch stirbt auch Drowsey Lee durch eine Sprengfalle. Verletzt durch diese Sprengfalle entkommt Charles und schleppt sich in die Wohnung von Alexis, einer stellvertretenden Staatsanwältin und Bekannten aus Kindertagen. Sie gaukelt Charles romantische Gefühle vor und baut heimlich einen Peilsender in sein Handy ein. Charles’ Mutter stellt daraufhin Kontakt mit den Boxern her. In einem abgeschiedenen Lagerhaus versuchen die Boxer die Namen der anderen Triadenbosse zu erfahren, die geheim und nur Charles’ Mutter bekannt sind. Weil Charles’ Mutter diese nicht preisgibt, erschießen die Boxer das familiennahe Triaden-Mitglied „Blood Bots“. Charles’ Mutter wiederum erfährt, dass die Boxer nicht das kriminelle Geschäft der Jade-Drachen übernehmen, sondern diese wegen ihrer illegalen Tätigkeit zerschlagen wollen. Die Boxer halten die Triaden für die Verursacher von viel Schlechtem in China.

## Besetzung und Synchronisation
Die deutschsprachige Synchronisation entstand nach den Dialogbüchern sowie unter der Dialogregie von Axel Strothmann durch die Synchronfirma Interopa Film in Berlin.

### Hauptdarsteller
| Rolle             | Schauspieler  | Synchronsprecher |
| ----------------- | ------------- | ---------------- |
| Eileen „Mama“ Sun | Michelle Yeoh | Arianne Borbach  |
| Charles Sun       | Justin Chien  | Patrick Schlegel |
| Bruce Sun         | Sam Song Li   | David Brizzi     |
| TK Lee            | Joon Lee      | Konrad Bösherz   |
| Alexis Kong       | Highdee Kuan  | Lin Gothoni      |

### Nebendarsteller
| Rolle                | Schauspieler   | Synchronsprecher  |
| -------------------- | -------------- | ----------------- |
| June / May           | Alice Hewkin   | Josephine Schmidt |
| Xing                 | Jenny Yang     | Annkathrin Bundz  |
| Grace                | Madison Hu     | Julie Bonas       |
| Detective Mark Rizal | Rodney To      | Tobias Nath       |
| Big Sun              | Johnny Kou     | Yu Fang           |
| Yuan                 | Zhan Wang      | Alexander Hauff   |
| Mrs. Chang           | Yan Cui        | Lina Wendel       |
| Tante Rebecca        | Ginny Hu Chien | Janine Kreß       |
| Tante Victoria       | Toy Lei        | Natascha Petz     |
| „Blood Boots“        | Jon Xue Zhang  | Kevin Kraus       |
| Frank Ma             | Ron Yuan       | Sven Brieger      |
| Taylor               | Jay Renshaw    | Rajko Geith       |

### Gastdarsteller
| Rolle               | Schauspieler          | Synchronsprecher  |
| ------------------- | --------------------- | ----------------- |
| Janet               | Susan Song            | Elisa Bannat      |
| Zhi Zhu             | Kelvin Han Yee        | Axel Strothmann   |
| Billy               | Tom Tarkong Michelsen | Sebastian Borucki |
| Tony Tang           | Khetphet Phagnasay    | Jens-Uwe Bogadtke |
| Drowsy Lee          | Johnny Chen           | Vlad Chiriac      |
| Gerichtsmedizinerin | Monica Loomba         | Noemi Ferrari     |
| Steve               | Chau Long             | Tino Mewes        |
| Hong                | C.S. Lee              | Rainer Fritzsche  |
| Officer Gonzales    | Brian DeRozan         | Marco Wittorf     |
| Lance Wang          | Yoshi Sudarso         | Jonas Lauenstein  |
| Justin Wang         | Andy Le               | Alex Friedland    |
| JC Wang             | Brian Le              | Christian Ludwig  |
| DA Eric James       | Rodney Gardiner       | Armin Schlagwein  |

## Episodenliste

### Staffel 1
| Nr. (ges.)                                                                          | Nr. (St.) | Deutscher Titel             | Originaltitel      | Regie            | Drehbuch                          |
| ----------------------------------------------------------------------------------- | --------- | --------------------------- | ------------------ | ---------------- | --------------------------------- |
| 1                                                                                   | 1         | Pilotfolge                  | Pilot              | Kevin Tancharoen | Byron Wu & Brad Falchuk           |
| 2                                                                                   | 2         | Eine Hand wäscht die andere | Favor for a Favor  | Kevin Tancharoen | Byron Wu                          |
| 3                                                                                   | 3         | Mach was du willst          | Whatever You Want  | Viet Nguyen      | Andrew Law                        |
| 4                                                                                   | 4         | Quadrat                     | Square             | Kevin Tancharoen | Justin Calen-Chenn & Soojeong Son |
| 5                                                                                   | 5         | Die Rollkartei              | The Rolodex        | Viet Nguyen      | Ally Seibert                      |
| 6                                                                                   | 6         | Ein Junge vom Land          | Country Boy        | Viet Nguyen      | Amy Wang                          |
| 7                                                                                   | 7         | Gymkata                     | Gymkata            | Kevin Tancharoen | Jason Ning                        |
| 8                                                                                   | 8         | Beschütze die Familie       | Protect the Family | Kevin Tancharoen | Brad Falchuk & Byron Wu           |
| Am 4. Januar 2024 wurden alle Folgen der ersten Staffel bei Netflix veröffentlicht. |           |                             |                    |                  |                                   |